# Гилашвили, Павел Георгиевич
Павел Георгиевич Гилашвили (1918—1994) — грузинский советский государственный и партийный деятель. Депутат Совета Национальностей Верховного Совета СССР 8-11 созывов (в 1970—1989) от Грузинской ССР, заместитель председателя Президиума Верховного Совета СССР в 1976—1989, председатель Президиума Верховного Совета Грузинской ССР в 1976—1989. Делегат XIX Всесоюзной партийной конференции. Член Центральной ревизионной комиссии КПСС (1976—1989).

## Биография
Родился в 1918 году в Тифлисе в семье служащего. Окончил ВПШ при ЦК КПСС (1956). С 1934 года — слесарь-инструментальщик на заводе в Тбилиси. С 1937 года на комсомольской работе. В 1939—1945 годах — в Красной Армии, участник Великой Отечественной войны. В 1945—1958 годах — в аппаратах ЦК ЛКСМ, ЦК КП Грузии, 1-й секретарь ряда горкомов КП Грузии. В 1958—1967 годах — в аппарате ЦК КПСС. В 1967—1972 председатель Совета Министров Абхазской АССР. В 1972—1976 годах — 1-й секретарь Тбилисского горкома КП Грузии. В 1976—1989 — председатель Президиума Верховного Совета Грузинской ССР, заместитель председателя Президиума Верховного Совета СССР.
С марта 1989 года — персональный пенсионер союзного значения. Умер 1 октября 1994 года в Тбилиси.

## Награды
- орден Ленина (06.04.1981)
- 2 ордена Октябрьской Революции (27.08.1971; 10.03.1976)
- орден Дружбы народов (29.04.1988)[5]
- орден Красной Звезды (11.1943)
- орден «Знак Почёта» (22.03.1966)
- медали